# Erebia
Erebia Dalman, 1831 è un genere di farfalle appartenente alla famiglia Nymphalidae.
Ha una distribuzione di tipo olartico (Nord America ed Eurasia centrosettentrionale). Insieme al genere Proterebia (con l'unica specie Proterebia afra delle steppe della Russia meridionale), forma la sottotribù Erebiina.
Le specie di Erebia hanno abitudini diurne ed hanno delle livree brune variegate di rosso e con macchie simili a ocelli.
Vivono generalmente sulle montagne.

## Tassonomia
Al 2008, sono elencate le seguenti specie di Erebia: